# Joe Hunt (Politiker)
Joe Hunt (* ca. 1910 in Kentucky; † nach 1964) war ein US-amerikanischer Restaurantbesitzer und Politiker (Demokratische Partei).

## Werdegang
Joe Hunt wurde ca. 1910 geboren. Seine Familie zog vor 1912 in das Arizona-Territorium. In der Folgezeit besuchte er dort die Schulen.
Von 1941 bis 1943 war er State Treasurer von Arizona. Hunt war der erste State Treasurer in den Vereinigten Staaten, der Staatsgelder in Kriegsanleihen investierte. Der Bundesstaat Arizona besaß Anfang September 1942 Kriegsanleihen in Höhe von 386.000 Dollar. Die Verfasser der Staatsverfassung von Arizona haben eine Amtszeitbegrenzung für die Staatsämter in der Staatsverfassung verankert, einschließlich des Postens des State Treasurers von Arizona. Daher konnte sich Hunt nicht erneut in dieses Amt wählen lassen und kandidierte stattdessen 1942 für die Arizona Tax Commission (deutsch etwa: Steuerbehörde von Arizona). Diese Wahl gewann er mit hohem Vorsprung. Der rasche Aufstieg des damals erst 32 Jahre alten Hunt irrtierte die politischen Kreise Arizonas. Von 1943 bis zu seinem Rücktritt im Jahr 1951 war er als Tax Commissioner (deutsch: Steuerbeauftragter) in Arizona tätig. Hunt saß außerdem im Land Board und Farm Loan Board.
Nach seinem Rücktritt als Tax Commissioner betrieb er Restaurants in Scottsdale (Arizona), Yuma (Arizona) und La Jolla (Kalifornien).
Im Jahr 1964 gab es eine Zeit lang Spekulationen, dass Hunt für den Posten des Gouverneurs von Arizona kandidieren würde. Ende Juni 1964 verkündete er, dass er die Absicht nicht verfolge:

“I would like to thank my many loyal friends who expressed their enthusiasm and support. It is too late at this time to organize a campaign, and I do not have the time or money that would be necessary to catch up.”

„Ich möchte meinen vielen loyalen Freunden danken, die ihre Begeisterung und Unterstützung äußerten. Zu diesem Zeitpunkt ist es aber zu spät einen Wahlkampf zu organisieren. Ich habe nicht die Zeit und das Geld, das notwendig sein würde, den Vorsprung meiner Herausforderer aufzuholen.“

Die meisten Kandidaten zu jener Zeit hielten mindestens 100.000 Dollar als angemessene Kosten für einen Wahlkampf.

## Trivia
In seiner Jugend war Joe Hunt als Softball- und Basketballspieler bekannt. Außerdem spielte er auch im selben Baseballteam wie der Gouverneur von Arizona Paul Jones Fannin.
1939 wurde die damals siebzehnjährige Rose Mofford seine Sekretärin und blieb es bis 1945. Sie war danach ein Jahr lang als Business Manager der Arizona Highways tätig. Von 1947 bis 1960 arbeitete sie wieder als Sekretärin für die Arizona Tax Commission. Sie wurde später Gouverneurin von Arizona.
Hunt war verheiratet und hatte zwei Kinder.